# Nicola Di Biase
Nicola Di Biase (Penne, 14 settembre 1894 – Bologna, 16 marzo 1966) è stato un ciclista su strada italiano.
Attivo nei primi anni 1920, partecipò a tre edizioni del Giro d'Italia tra il 1920 ed il 1922, concludendo al decimo posto nel 1920 ed all'ottavo posto nel 1922.

## Piazzamenti

### Grandi giri
- Giro d'Italia

1920: 10º
1921: 13º
1922: 8º

### Classiche
- Giro di Lombardia

1920: 22º